# Archidiocèse de Toronto
Le diocèse catholique de Toronto, dans la province de l'Ontario au Canada, a été créé à partir du diocèse de Kingston le 17 décembre 1841. Le 18 mars 1870, il est devenu un archidiocèse. 
Il y a 223 paroisses dans l'archidiocèse qui comprend les régions de Toronto, York,  
Peel, Norfolk, Dufferin et Durham. En 2023, la population catholique était estimée à 1 602 370 âmes selon Statistique Canada. L'archevêque actuel est Frank Leo.  
La cathédrale du diocèse est la cathédrale Saint-Michael. Le séminaire Saint-Augustin sert à la formation du clergé.

## Évêques de Toronto
- Michael Power (1841-1847)
- Armand-François-Marie de Charbonnel (1850-1860)
- John Joseph Lynch (1860-1870)

## Archevêques de Toronto
- John Joseph Lynch (1870-1888)
- John Walsh (1889-1898)
- Denis T. O'Connor (1899-1908)
- Fergus Patrick McEvay (1908-1911)
- Neil McNeil (1912-1934)

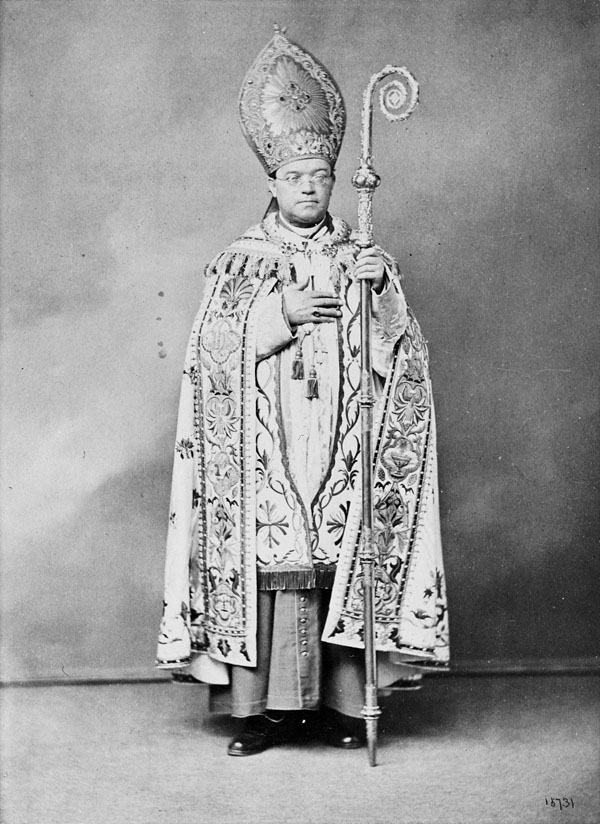
John Joseph Lynch.

- James Charles McGuigan (1934-1971), cardinal
- Philip Francis Pocock (1971-1978), précédemment évêque titulaire d'Isauropolis (de)
- Gerald Emmett Carter (1978-1990), cardinal
- Aloysius Ambrozic (1990-2006), cardinal
- Thomas Christopher Collins (2006-2023), cardinal
- Frank Leo (2023- ), cardinal, auparavant évêque titulaire de Tamada (de)